# Michael Nielsen
Michael Aaron Nielsen (nacido el 4 de enero de 1974) es un científico y escritor australiano residente en Toronto, Canadá. Trabajó en el Laboratorio Nacional Los Álamos y en Caltech, tras ser profesor en la Universidad de Queensland y en el Instituto Perimeter de Física Teórica. Nielsen obtuvo su doctorado en física en 1998 en la Universidad de Nuevo México. Junto a Isaac Chuang es coautor de Quantum computation and quantum information, un popular libro de texto en computación cuántica.
En 2007, Nielsen anunció un cambio notable en su campo de investigación: de la computación cuántica al «desarrollo de nuevas herramientas de colaboración científica y la publicación». Este trabajo incluye proyectos de «matemáticas colaborativas masivas», como el «Proyecto Polímata», con Timothy Gowers, y un libro titulado Reinventing Discovery, que será publicado en 2011 por Princeton University Press, basado en temas que también están tratados en su ensayo sobre el futuro de la ciencia y da charlas sobre Ciencia abierta
Es miembro del grupo de trabajo sobre datos científicos abiertos en la Open Knowledge Foundation.